# Peter Anton Inama
Peter Anton Inama (* 1715 in Nonsberg; † 12. Januar 1783 in Innsbruck) aus der Familia Inama war ein Hochschullehrer und Rektor an der Universität Innsbruck.S. 105

## Leben
Peter Anton Inama zog um 1730 nach Innsbruck und studierte Recht an der Universität, habilitierte sich und wurde dort 1739, also erst 24- oder 25-jährig zum ordentlichen Professor für die Fachgebiete Institutionen, später Pandekten, Lehensrecht und peinliches Recht (Strafrecht) ernannt. 1740 heiratete er. Eisenhart bezeichnet ihn in seinem ADB-Artikel als einen tüchtigen Juristen, aber unruhigen Kopf, der infolge seines heftigen und reizbaren Temperamentes in beständigen Auseinandersetzungen mit seinen Amtsgenossen lebte, die ein wohlgesinnter Vizekanzler der Universität nur mühsam ausgleichen konnte. Als Inama für das Studienjahr 1743/44 Rektor wurde, entbrannten die Streitigkeiten erneut, diesmal zwischen dem Rektor, dem akademischen Senat und dem geheimen Rat der Universität. Sie waren so andauernd und heftig, dass die Wiener Regierung schließlich zum ersten Mal und wiederholt in die autonome Verfassung der Universität eingreifen musste, was deren Ansehen schädigte. 1768 schließlich „wegen unruhigen und strafbaren Benehmens des Lehramtes entsetzt“, lebte Peter Anton Inama zurückgezogen in Innsbruck und starb 1783.

## Veröffentlichungen
- Synopsis historiae iuris Justinianei 1749
- Dissertatio de sententia et  re iudicata 1753
- Dissertatio de sufficiente legis cognitione 1758